# 委內瑞拉示威 (2014年至今)
委內瑞拉示威是發生在2014年至今，委內瑞拉一系列的政治示威抗議活動，反對總統尼古拉斯·馬杜羅領導的執政黨委內瑞拉統一社會主義黨政府。抗議活動理由包括高暴力犯罪率、基本物資不足反对者把造成这些情况的源头直接指向委内瑞拉政府的经济政策，如严格的价格管制。这些政策导致了国内相比世界其他地方有着高通货膨胀率以及食品和其他商品的严重短缺。而马杜罗总统指责反对他的人的目的是发动“经济战”，特别指责乃资本主义的干涉。因此，全国各地的城市几乎都发生了反对总统的抗议活动，这些抗议活动已发生冲突并导致多人被逮捕、受伤以及死亡。
早期的抗议犯罪活动发生于2014年1月，前女演员及委内瑞拉小姐得主莫尼卡·斯皮尔·莫茨以及她丈夫于2014年1月6日在路边遭遇抢劫并被杀害，而他们五六岁大的女儿在车中幸免于难。另一宗犯罪发生于2月，其中一个年轻的女大学生在聖克里斯托瓦爾大学校园中遭遇强奸未遂，导致学生们的抗议运动；这些抗议活动扩大到其他城市，反对派则趁此时混入进抗议队伍。学生的抗议活动恰逢1814年2月12日委内瑞拉独立战争的拉维多利亚战役纪念日期间，当时独立武装势力因为兵力不足而征召了大量在校学生。这个日期也被称为全国青年日。抗议活动的持续被人称作“委内瑞拉之春”，这个名称参考了知名的阿拉伯之春运动。
2014年3月3日联合国秘书长潘基文和委内瑞拉外长埃利亚斯·豪阿计划于日内瓦召开会议。豪阿将向联合国人权理事会解释政府的行动。在此之后，联合国秘书长潘基文发表一份声明称“我重申，希望看到当前紧张局势缓解并在必要情况下进行有意义的对话。”
委内瑞拉主要由公众舆论和消费者参与的组织“Datos”在2月28日和3月2日之间对主要城市的800名受访者进行了调查。Datos调查发现，超过半数的受访者指责问题是马杜罗政府造成的。64％的人认为政府应该尽快从宪法最高权力中离开。对于目前的政治局势，43.7％的人支持反对派，而支持政府的人则为27.1％。当被问及全国大局时，27.2％认为持正面态度，而72.0％的人认为国内情况在过去的一年中愈发恶劣。据盖洛普的调查表明，委内瑞拉52％的人不赞成马杜罗总统，赞成的为34％，对政府的信心下降至历史最低的39％。

## 背景

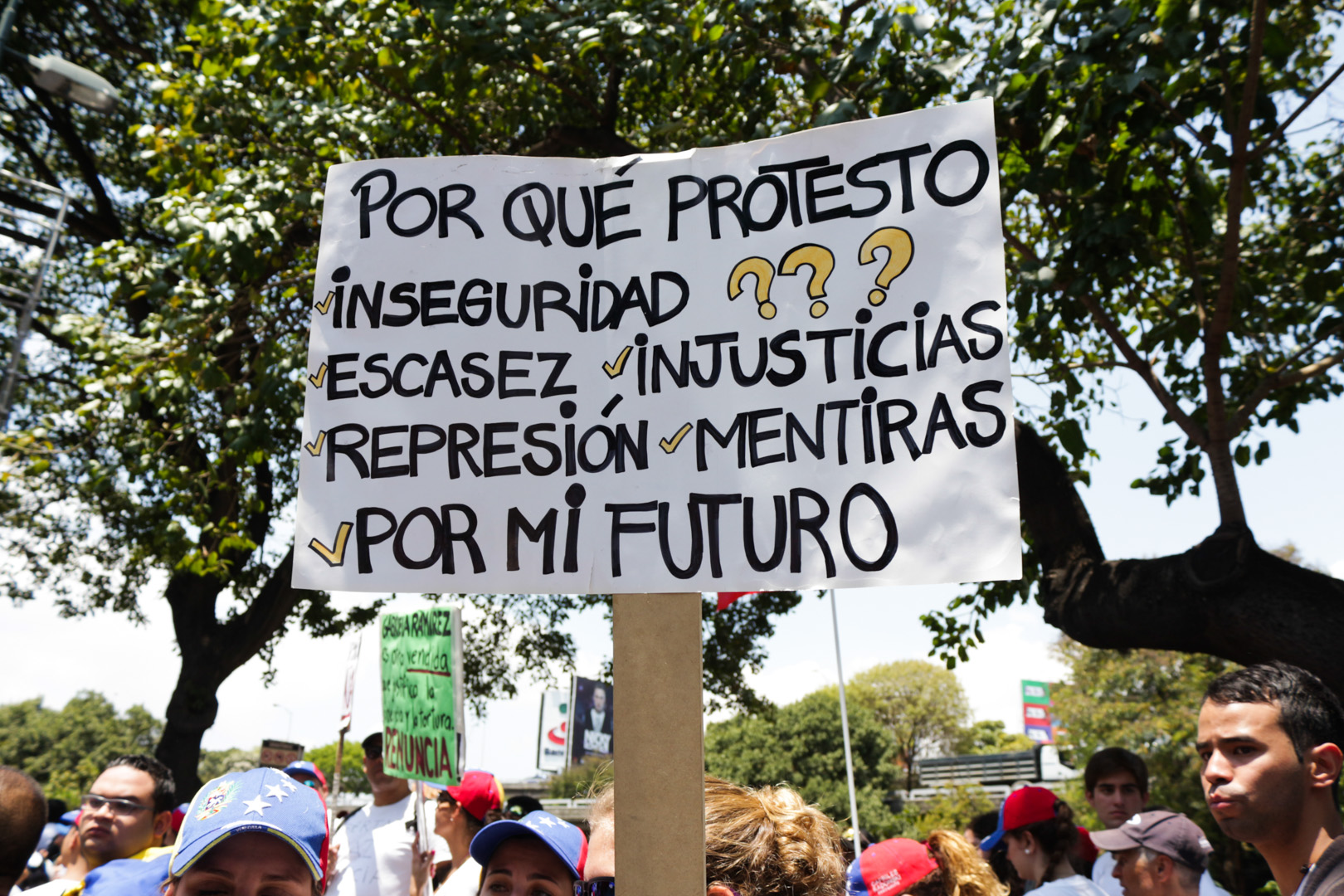
抗议者写着“为什么要抗议？因为对我的未来的不安全性、稀缺性、不公正、镇压、谎言。”

抗議暴力的示威活动始于2014年1月，並且持續。那时反對派領袖、前总统候选人恩里克·卡普利莱斯·拉东斯基与马杜罗总统握手，这个“手势使他失去支持，並推動”另一反对派领导人莱奥波尔多·洛佩斯·门多萨走上前台。据美联社报道，抗议活动在委内瑞拉首都加拉加斯市发生之前，一个年轻的女大学生在西部邊境州塔奇拉州的聖克里斯托瓦爾大学校园中遭遇强奸未遂，导致早已不滿在总统马杜罗和其前任总统查韦斯任內治安恶化的學生發起抗議。但是导致事态扩大的真正原因则是警方对他们最初的抗议态度恶劣，其中一些学生被涉嫌滥用权力的警察拘留，以及呼吁释放他们的后续示威活动。这些抗议活动持续扩大，吸引了非学生的参与，并导致更多的拘留事件，最终导致更多其他学生参加，而抗议活动蔓延到加拉加斯和其他城市，此时反对派领导人也介入进来。
马杜罗表示聖克里斯托瓦爾正在被哥伦比亚前总统阿尔瓦罗·乌里韦·贝莱斯率领的右翼的准军事部队包围；乌里韦驳回了这种说法，表示这是一种分心战术。马杜罗还指出，克里斯托瓦尔市市长丹尼尔·塞瓦略斯，同作为莱奥波尔多·洛佩斯的一员，将会因煽动暴力被判刑。
洛佩斯是反政府的领军人物。在2002年委内瑞拉政变计划的周围事件中，洛佩斯“精心策划公开抗议反对查韦斯，并在公民逮捕查韦斯的内政部长中发挥核心作用”，拉蒙·罗德里格斯说道，虽然他后来试图让自己远离这场事件，且并未签署卡莫纳法令。委内瑞拉政府禁止洛佩斯拥有当选资格被美洲人权法院裁定为非法，但委内瑞拉政府拒绝遵守法院的裁决。洛佩斯曾被美国外交官尊重。

### 腐败
委内瑞拉的贪污腐败相比世界标准有着较高的系数。腐败是很难可靠地计算的，而是一个被大众所知晓的贪污感知指数是每年由柏林的非政府组织透明国际（TNI）所统计的。委内瑞拉在TNI的调查中一直是最腐败的国家之一，因为他们从1995年开始，排名处于41个统计国家的38名并在随后的几年中同样严重（如在2008年位于180个国家的第158位），在美洲属于除了海地外最糟糕的国家，在2012年属于全球最腐败的10个国家之倒数行列排名176个国家的165名（位于布隆迪、乍得及海地之后）。TNI发布的数据表明，大多数委内瑞拉人认为政府的反腐败努力是没有成果的，腐败现象在政府机构，如司法制度、议会、立法机关和警察尤甚。根据TNI的调查，委内瑞拉目前在世界上跻身前20个最腐败的国家，排名地17（160/177），其司法系统已被世界公认为是最腐败的。

### 经济问题

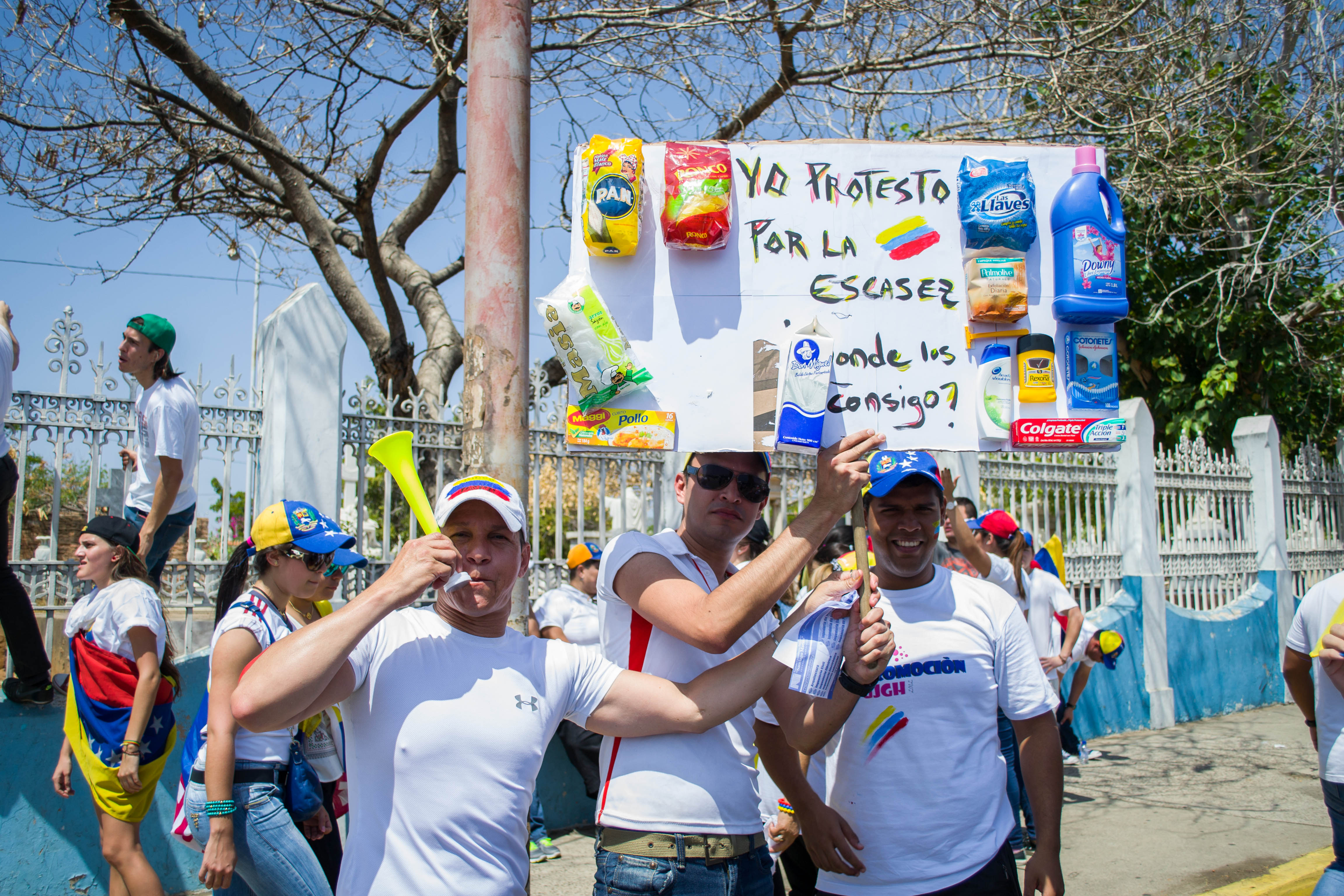
反对派抗议者举着牌子说：“我抗议商品短缺。我要从哪里获得这些物品？”

委内瑞拉政府的经济政策，如严格的价格管制。这些政策导致了国内相比世界其他地方有着高通货膨胀率以及食品和其他商品的严重短缺。而马杜罗总统指责反对他的人的目的是发动“经济战”，特别指责乃资本主义以及炒作。
在2013年，委内瑞拉货币贬值，必需品如卫生纸、牛奶和面粉持续短缺。而这灾难性的货币政策意味着企业无法进口必须商品如纸，而政府占用了全国最大的卫生纸制造商Manpa，目的是检查“可分流分布”和“非法经营”。政府正在使用强势通货来支付账单。委内瑞拉最大的私人拥有的食品生产商企业Empresas Polar还欠政府$4.63亿债务，因为它无法支付国外供应商处于生产停滞状态。
2013年11月，也就是地方选举的前周，马杜罗下令军方接管家电卖场，有分析师认为此举是“自相残杀式”经济方针，使未来商品更加短缺。马杜罗说，他是针对“经济战”和为买家执行“公平”的价格，称“这是为国家的利益，没有货物留在仓库与货架上”。然而价格管制使企业遭受损失，并导致商品短缺、排长队、抢，甚至被国民警卫队人员哄抢。
2014年2月，政府表示已查处了超过3500吨违禁品与运往哥伦比亚的食品和燃料，本意为打击边境的“走私”或“投机”。国会主席表示：“所有的这些食物应分配给委内瑞拉人民，而不是在这些歹徒手里”。
2月21日，加拉加斯大学医院医生罢工，由于物资缺乏，即使近3000人需要手术治疗也无从手术。政府的货币政策已难以进口药品和其他医疗用品。政府没有提供足够的美元用于医疗用品，他们的水平还停滞在2010年时期。
为应对通胀马杜罗已经提高了最低工资标准、法定最低全职工人和养老金，以官方通货膨胀率同样的百分比：在2013年5月至2014年1月间的59％。实际通胀率可能要高得多，且货币供给量持续增加。

### 犯罪率

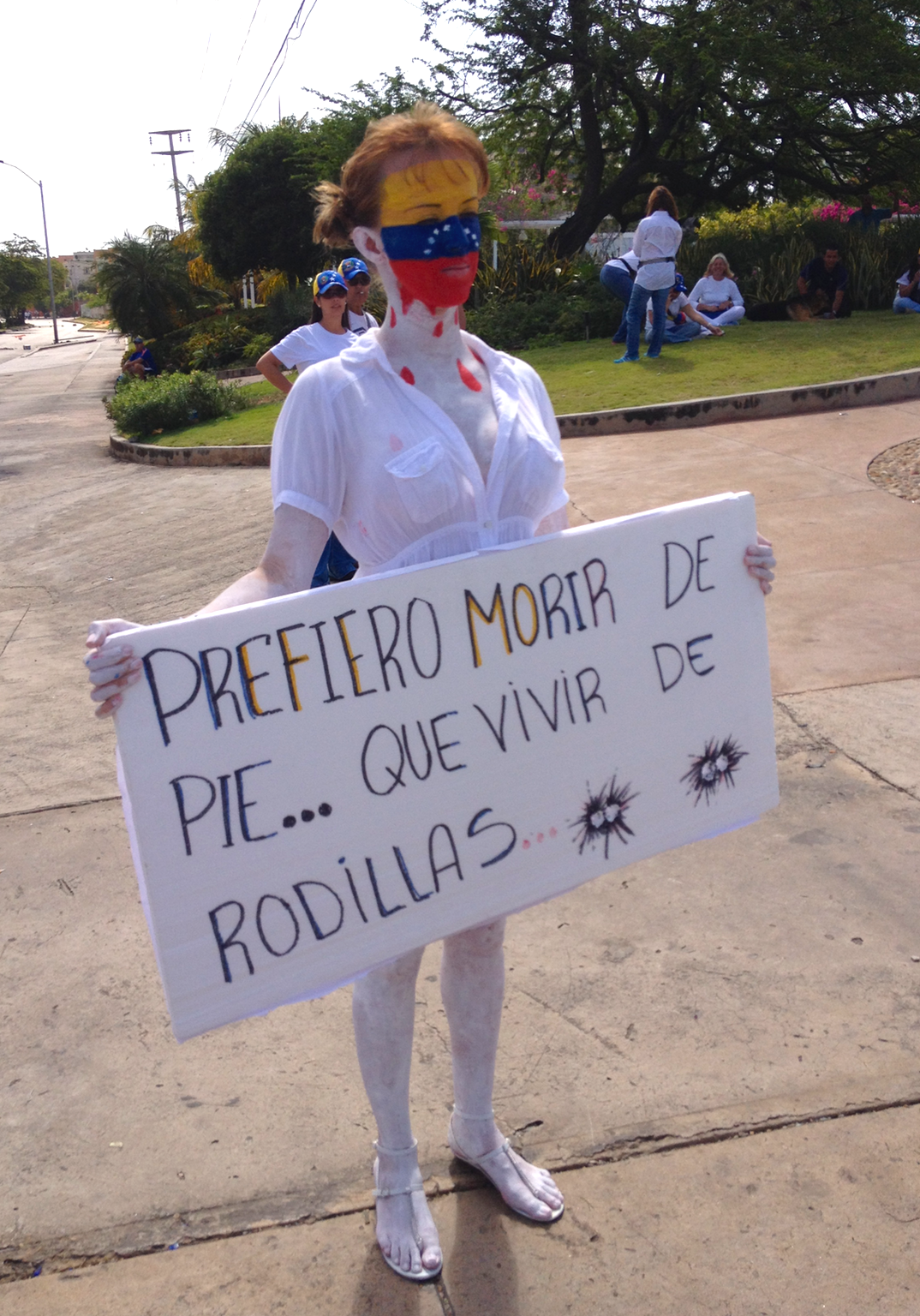
抗议者标牌写着“我宁愿站着死，也不愿靠膝盖活。”

2014年1月前女演员及委内瑞拉小姐得主莫尼卡·斯皮尔·莫茨以及她丈夫带她们五六岁大的女儿出门购物时遭遇抢劫并罹难，他们的女儿腿部受伤但生命无危险，委内瑞拉被英国第四台形容为“世界上的一个最危险的国家”：“在乌戈·查韦斯执政期间谋杀和武装抢劫事件持续升级。”犯罪洞察组织将不断升级的暴力归因于“高层的腐败、警察部队缺乏投资和孱弱的枪支管制”。
在委内瑞拉，每21分钟就有一个人被谋杀。委内瑞拉暴力观察站声称，该国的谋杀率是每10万人中有近80人死于谋杀，而政府统计数据把它定于每10万中39人死于谋杀。政府宣称，这些谋杀案的72％发生于药品竞争团伙和委内瑞拉代号为“Plan Patria Segura（国土安全计划）”的打击犯罪行动之间，根据政府声称，在2013年绑架和谋杀案数据少于51％，相比2012年减少17％。
反对派说，犯罪率高是政府所造成的。“为了软化政治和司法机构的犯罪，并在公共范围内美化犯罪”，而按政府的说法“资本主义”是罪魁祸首，尽管贫困水平总体下降，且资本主义已经失去了其在该国的地位。
而美国国务院和加拿大政府曾警告外国游客，他们可能会在当地受到抢劫、所要赎金的绑架或被恐怖组织挟持以及谋杀。英国的外交及联邦事务部曾表示反对在哥伦比亚边境的苏利亚、塔奇拉和阿普雷州80公里（50英里）内的所有旅游活动。

### 选举

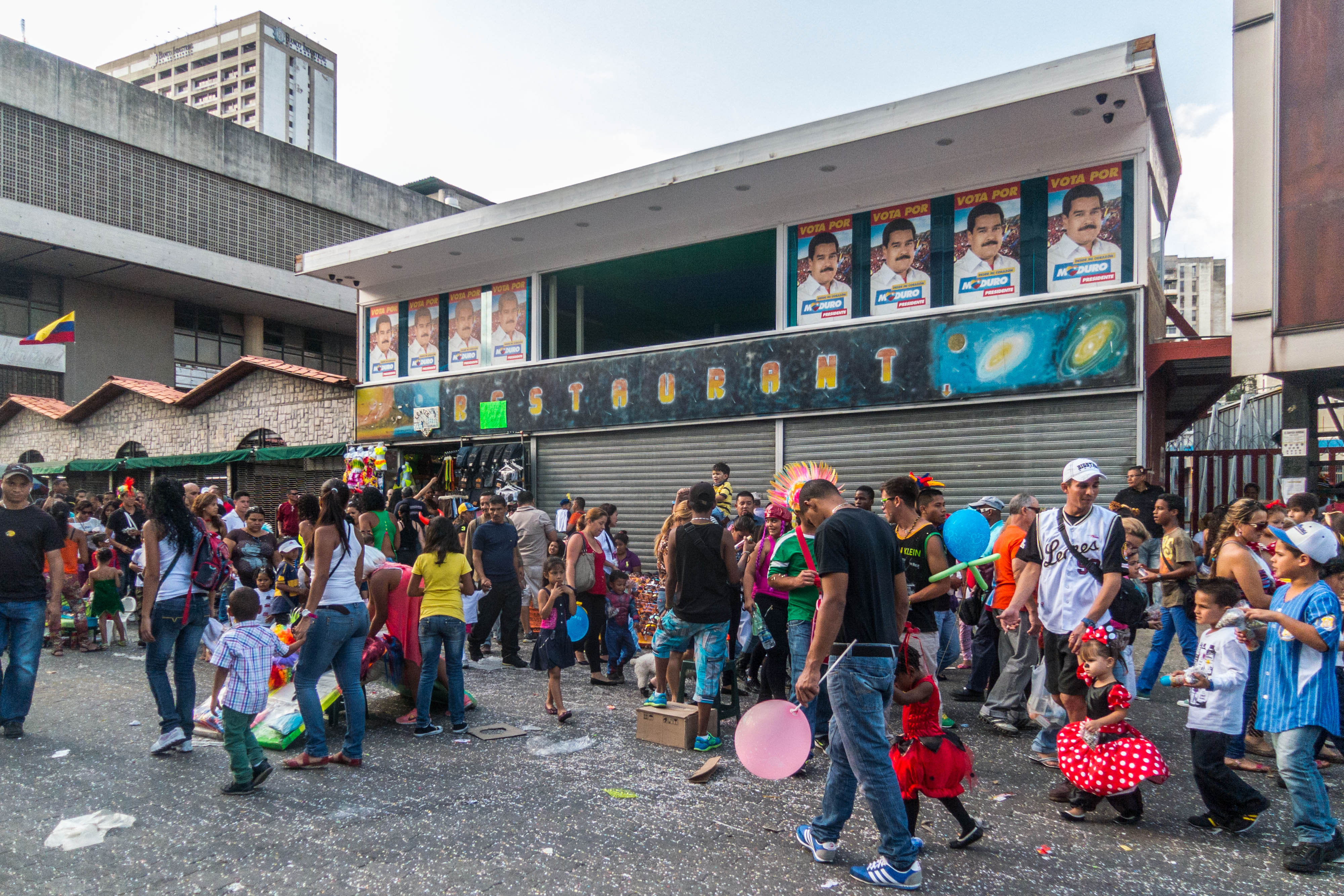
2013年委内瑞拉总统选举中许多尼古拉斯·马杜罗的宣传招牌。

2013年4月14日尼古拉斯·马杜罗以1.5％优势领先第二候选人卡普利莱斯·拉东斯基赢得总统选举。这次选举被指责作弊。反对党领袖卡普利莱斯拒绝接受选举结果，声称选举行为违规，尽管选举委员会之后随机选择54％的选票进行纸张选票的重新审计，相比电子记录未发现问题。卡普利莱斯最初呼吁其余46％的选票继续进行重审，声称这将证明他已在大选中获胜。选举委员会同意进行审核，并计划于五月开始。后来卡普利莱斯改变了主意，他增加了对选举注册信息的完整的审计要求（校对并验证记录中所有的指纹和签名），并说现行的计票程序是个“笑话”，而选举委员会称这一理由“不可能”，因为要消耗以“年”为单位的时间。
2013年6月12日审计结果公布。全国选举委员会（CNE）表示，最后审计的结果与之前无异，并确认马杜罗在选举中获胜。CNE由五名成员组成，其中四个是由政府任命。而据第五个独立成员所说，政府的行动是“国家近代史中最不平等的时期”。而由美国前总统卡特所办的卡特中心则发现了问题，该中心表示问题在于通过执政党的媒体支持以及利用政府资源来支持竞选活动。政府的资源被用来支持执政党的竞选活动；政府车辆被用于运输。而在最近的地方选举中，马杜罗每天花两小时进行电视直播，而忽视了反对派候选人或对其进行侮辱。

### 德政部分

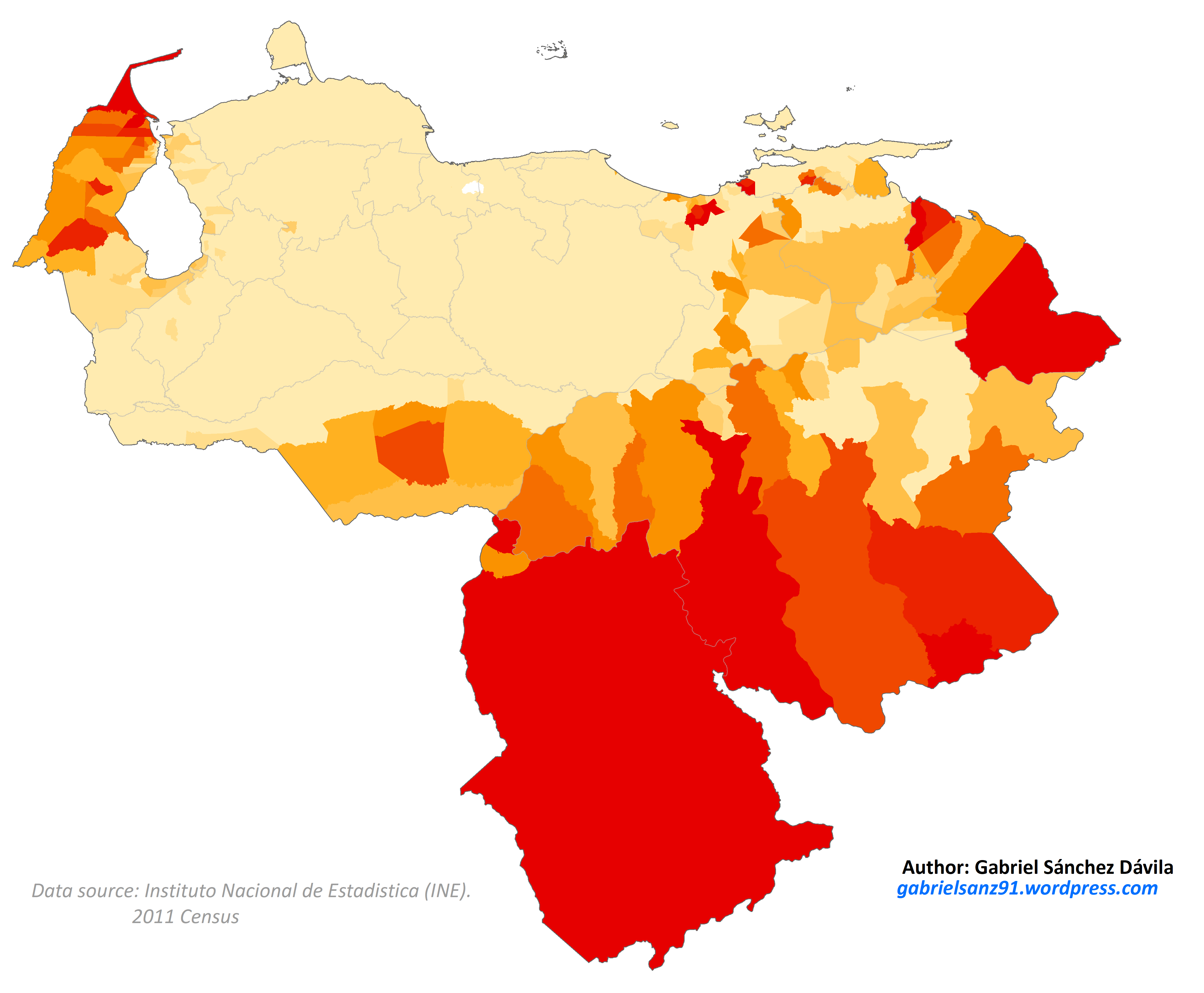
由于20世纪的长期右翼统治，委内瑞拉安第斯山区（梅里达山脉）土著比例远低于安第斯其余国家，仅佩里哈山脉仍是土著文化的强势区

1999年玻利瓦尔革命前，委内瑞拉的土著权益政策远远落后于其他拉美国家，1961年宪法甚至比1947年宪法更加残害土著权益。1999年玻利瓦尔革命时委内瑞拉已成为南美土著比例最低国家之一，梅里达山脉则属于委内瑞拉最“白”的地区之一，土著几乎灭绝殆尽。不过，委内瑞拉的玻利瓦尔政府仍然成功寻访识别出了大量土著民族。今天，苏克雷市首府拉古尼亚斯城Timoto–Cuica两族下的Guazábara, Quinanoque, Orkas, Mucumbu, Casés与Quinaores之部落正积极发展自己的文化，而不需像哥伦比亚土著阿瓦人那样随时担心遭到杀人小队（death squad）的屠杀。因此委内瑞拉国内也依然存在大量亲政府示威者。

## 暴力抗议

### 集体党
名为“集体党”（Colectivos）的武装组织，遭到查韦斯指责干预其政府后，公然袭击示威者和反对派电视台的工作人员，向记者发送死亡威胁，向梵蒂冈特使发射催泪瓦斯。人权观察组织表示，“委内瑞拉政府容忍促进平民武装组织”，让他们“恐吓示威者，发动暴力事件”。社会党国际同时谴责让袭击示威者的非正规团体逍遥法外的行为。马杜罗总统感谢摩托车骑士党协助反击他所认为的“极端右翼组织发起的法西斯争辩”，同时也让武装组织疏远自己，声称他们“无用武之地”。日后有机会，马杜罗总统对所有暴力团伙表示谴责，并表示政府支持者若犯法，会像反对派支持者那样去坐牢。他表示，暴力人士跟政府支持者同样没有用武之地，需要立即退出亲政府运动。
某些“集体党”份子的暴力行为，没有受到委内瑞拉政府军的阻碍。他们的数辆卡车涉嫌袭击一幢用于抗议的公寓大楼，破坏五辆汽车，烧毁2辆，并朝公寓内开火，造成一人受伤。Televen一名记者表示，武装团体在马拉开波的公寓楼内试图绑架和强奸个人，未见国民警卫队的干预。委内瑞拉副总统豪尔赫·阿雷亚萨称赞集体党的行为，表示“如果集体党机车党的行为称得上模范的话，那么它就是玻利瓦尔革命。”然而于3月28日，阿雷亚萨承诺政府将取缔国家的所有非正规武装团体。“集体党”也被委内瑞拉监狱部长伊利斯·巴雷拉称为“祖国国防的根本支柱”。
2014年3月，准军事集团参与了437场抗议活动，占3月份所有抗议的31%，他们在大多数抗议活动上开火。“集体党”武装分子涉嫌袭击和烧毁费尔明·托罗大学，并向受惊的示威学生开枪，打死一人。
人权观察组织报道称，政府军“屡次纵容”集体党“袭击示威者、记者、学生，以及所有他们认为反对政府的人士，但政府安全部队仅在数米开外”，并且“在某些情况下，安全部队公然勾结亲政府的袭击者。该组织还指出，他们“发现身着制服的安全部队人员和亲政府势力正面袭击示威者”。一份报告表示政府军队协助亲政府平民荷枪实弹攻击示威者。
该组织指出，“亲政府武装的犯罪有着可信证据，高官透过演讲、访谈和推特，直接呼吁团体对抗示威者。”该组织表示，总统马杜罗“在多个场合呼吁民间团体忠于政府，‘熄灭火焰’，将抗议者比作‘法西斯’。卡拉沃沃州州长弗朗西斯科·阿梅利亚奇，在政府建立的民间组织玻利瓦尔·查韦斯战术小队（UBCh）上，称政府是“人们捍卫征服成果，继续推动委内瑞拉革命的工具”。在推文中，阿梅利亚奇让UBCh发动针对示威者的快速反攻，并称命令由国民议会主席迪奥斯达多·卡韦略下达。

### 政府军
执政当局动用非法武力，反抗手无寸铁的示威者和示威现场附近的围观群众。使用非法武力的政府机构包括国民警卫队、国家警察、人民卫士和其他政府机构。常见的虐待行为包括“严重殴打手无寸铁的人士，肆意向人群发射实弹、橡皮子弹、催泪瓦斯，对直射范围人群，对手无寸铁的认识，在某种情况下包括受到羁押的人士。”人权观察组织表示，“委内瑞拉安全部队多次诉诸武力，包括在完全没有合理依据的情况下动用致命武力”，以及“在和平抗议的背景下动用武力，有受害者、目击者、律师和记者，分享照片和视频佐证其证言。”

#### 国家机关动用武力
政府部队使用枪支镇压抗议者。国际特赦组织表示，他们已收到“示威者报告，称他们没有警告在短距离内向示威者施出子弹和催泪瓦斯”，“这种做法违反了国际标准，已导致至少一名示威者死亡。”他们还表示，“被政府军拘留的示威者一直得不到救治和律师协助。”该组织担心政府军“使用高浓度的化学毒素”，建议更好地训练他们。在抗议的几个月里，查考当局大量使用催泪弹，影响周边居民，他们被迫在家中佩戴防毒面具以“保命”。一些暴力示威被警方用催泪瓦斯和高压水枪控制。
《纽约时报》报道称，一名抗议者“在相当近的距离内，遭到一名士兵的枪击，他的医生建议他必须取出埋在腿中的塑料步枪子弹壳，关键的碎片当时被放入口袋。委内瑞拉当局已被指控“在直射范围用携带高硬度塑料大型铅弹的步枪开枪”。一名女士在示威期间在家门外敲打铁锅时，她的父亲称“士兵骑着摩托车”过来将其杀害，女士随后倒下，试图在家中寻求庇护。事件的目击者则说，“那名士兵下车后，用猎枪指着女性的头部开枪。”这一枪由一名警察开出，“从她的眼窝穿入，直插大脑。”那名女士第二天就要过生日，她的父亲表示杀害女儿的士兵逍遥法外。委内瑞拉刑法论坛指责当局涉嫌篡改证据，掩盖向学生开枪的事实。
《国民报》表示，攻击反对派示威者的目标是要致其于死地，因此许多示威者都是头部等脆弱地区中枪而身亡，“12场示威中15名死者中，有9名被国家安全部队或与执政党勾结的准军事组织所伤。《环球报》声称玻利瓦尔情报局的梅尔文·科拉佐斯、内政部长和司法部长米格尔·罗德里格斯·托雷斯的保镖向手无寸铁的人士、逃离者和示威者，多次违反协议开枪，并将其拘留。委内瑞拉宪法的第68条规定，“禁止使用枪械及有毒物质控制和平示威”，“法律对警方的行动对公共秩序的安全管控有着规定。”

#### 虐待示威者和被扣留者

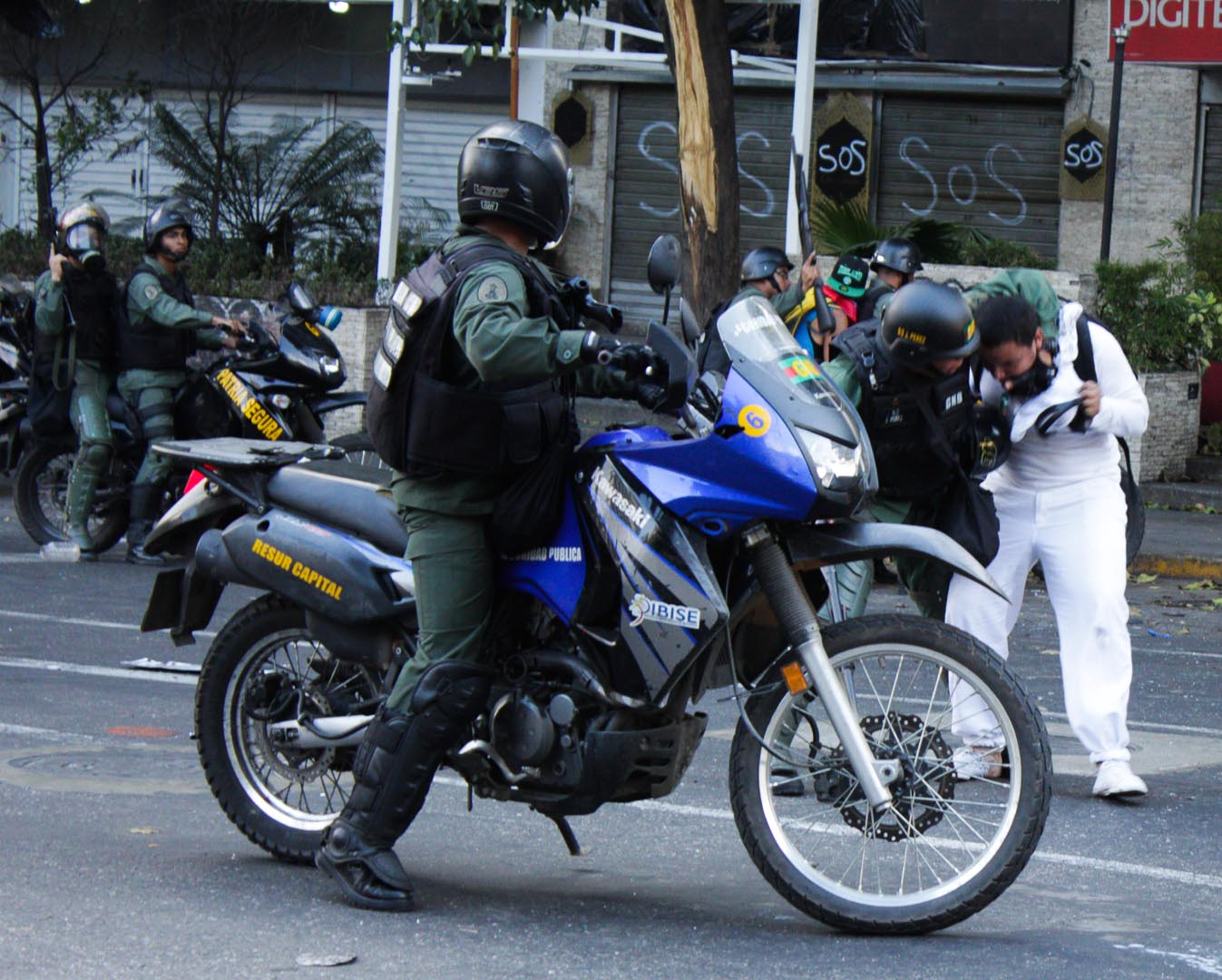
委内瑞拉国民警卫队与示威者的缠斗。

国际特赦组织表示，尽管委内瑞拉宪法第46条禁止“刑罚、酷刑和其他残忍、不人道或有辱人格的对待”，委内瑞拉当局对示威者的“折磨是常事”。抗议期间，有数百起拷问案例被报告。在一份题为《抗议的刑罚》的报告中，调查了抗议期间的行为，人权观察组织表示被当局拘留的认识，遭受到“严重的身体虐待”，一些虐待手段包括“用拳头、头盔和枪支实施殴打；电击或烧伤；被迫做下蹲或下跪保持不动达一个小时；跟其他拘留者铐在一起，有时成对，有时组成几十人的人链，维持几个小时；延长极寒或炎热的时长”。报告亦指出“我们采访了有些受害者及其家属，他们相信会面临报复，如果他们控告警察、卫兵或亲政府武装组织虐待”。
该组织“收到了在拘留所被迫蹲着或跪着数小时的拘留者的报告”。该组织还报告称，有学生被迫在便衣警察的枪口下签署自供，尽管他没有犯错，他的母亲解释说，“他们告诉他，如果他不签字的话会杀了他，......他就哭了，但他不肯签字。然而，他们用泡沫板将他裹住，用灭火器和棍棒打他。后来，他们甚至给他浇上汽油，称有控告他的证据。”该组织表示，安德烈斯贝洛天主教大学人权中心报告称，“涉及电击的情况有二，涉及胡椒喷雾的情况有二，被浇汽油的情况也有二，”她表示。“我们发现这时当国系统行为的一部分，造成不同时间和不同拘留中心有着被拘留者遭到不人道待遇的类似报告。”
《纽约时报》报道刑法论坛称虐待是“连续和系统性的”，委内瑞拉当局“广泛谴责殴打拘留者，往往严重的是，许多人表示安全部队随后抢劫了他们，偷走手机、钱和珠宝”。在一个案例中，一群男子称当他们在抗议演变成暴力冲突离开时，“士兵将汽车包围，打破车窗，往里面投掷催泪瓦斯”。一名男子则表示，在车里时士兵“近距离朝他开枪”。该男子随后“被从车子里拽出，遭到毒打”，随后一名士兵“用他猎枪的枪托砸断自己的手，告诉他们这是对投掷石块的示威者的惩罚。”车辆随后被放火焚烧。一名示威者表示在拘留期间，士兵“对他踢了一遍又一遍”。示威者们被拷在一起，被威胁以狗侍候，长时间下蹲，被喷胡椒喷雾，遭受殴打。”示威者则表示，“打中士兵头上戴着的很硬的头盔”，他“听见了咔嚓声”。一位女士还表示她和女儿“被国民警卫队士兵横扫，跟另外六名女性移送到军事哨所，交给女战士。”妇女们表示：“士兵们殴打她们、踢她们，扬言杀死她们”。她们还表示，士兵扬言要强奸她们，剪掉她们的头发，“签署一份表明她们没有受到虐待的证明后才能被释放”。
该组织报道，一名男子回家时，遭到分散一群抗议者的国民警卫队士兵的袭击。随后，他被国民警卫队射出的橡皮子弹击中，并被其殴打，又朝腹股沟开枪。另一名被拘留的男子多次遭到橡皮子弹击中，被三名国民警卫队士兵用步枪和头盔殴打，并问：“谁是你的总统？”无辜被殴打的个人，被迫不断重复马杜罗是总统。
NTN24援引一名律师，报道在梅里达国民警卫队和操着“古巴口音”的人士，强迫三名被抓走的青少年承认自己没有犯下的罪行，然后他们“双膝跪地，被迫举起双臂，发射的大型铅弹贯穿了他们全身”，进行所谓的“打靶练习”。
《新先驱报》报道，学生示威者被政府军折磨，试图替政府让他们承认推翻委内瑞拉政府的外籍人士计划。在瓦伦西亚，示威者被国民警卫队分散，四名学生（三男一女）试图离开时在车子里受到袭击，三名男子被监禁，其中一人据称被士兵用步枪插入肛門。
《国民报》分享的一篇对遭逮捕示威者的采访文章，私人解释了监狱里的经历。一名示威者讲解他是如何跟另外30名囚犯放入一个3米×2米的牢房中，其中有犯人在门帘后的袋子中大便。示威者继续解释彼此间处理囚犯的惩罚，被绑被堵嘴据称不受当局干预。其他受采访的被捕示威者还讲述了他们跟罪犯囚禁在一起的恐惧。
委内瑞拉刑法论坛主任阿尔弗雷多·罗梅罗，呼吁反对派和委内瑞拉政府双方，听取尚未听说的涉嫌侵犯人权的诉讼请求。他还报告称，一名女性受到乳房被电击的折磨。该论坛还报告学生被逮捕后，受到电击折磨，被殴打，被浇上汽油后威胁要点火。
人权观察组织报道称，“这些案件中，不是所有安全部队或司法官员都参与虐待受害者的行为中。事实上在某些情况下，安全官员和公立医院医生曾秘密干预以帮助他们，或减轻他们的痛苦。有些国民警卫队士兵协助单独监禁的拘留者。另据报道称，”在数起案件中，公立医院医生和护士，即便是在诊所服务的，站起生来对抗拒绝医护重伤拘留者的武装力量。尽管受到直接的威胁和干预，他们仍坚持让拘留者获得紧急的医护，以挽救受害者的生命。

#### 政府回应
委内瑞拉总检察长办公室正着手调查，至于人权观察组织的报道，有145项指控侵犯人权的调查，17名安全官员与案件有牵连而被关押。马杜洛总统和其他政府官员公开承认侵犯人权，但表示只是独立事件，不属于大局。反对党在国民议会要求就酷刑展开辩论，被委内瑞拉政府拒绝，谴责针对反对派的暴力行为，称“我们不讲暴力，暴力只是一小撮反对派。”

#### 无辜受害者
人权观察组织表示，委内瑞拉当局逮捕了许多无辜人士。他们指出，“政府经常未能给出可信的证据，表明示威者在遭逮捕期间所承认的罪行，基于委内瑞拉在没有逮捕令可实施拘留的罪行。”他们还解释称，“一些被拘留的人士，只是在抗议现场附近，没有参与其中。这些拘留者包括途径正在进行抗议的地区，或是附近的公共场所。其他人在公寓楼等私有财产被拘留。在个人被扣押在私有财产中的所有案例中，安全部队无需搜查令就进入建筑物，往往会破门而入。“有人呆在公寓时，政府军发射催泪瓦斯后攻入大楼。该男子跑到院子里呼吸新鲜空气，被冲进楼里的警察抓走。”

### 暴力抗议

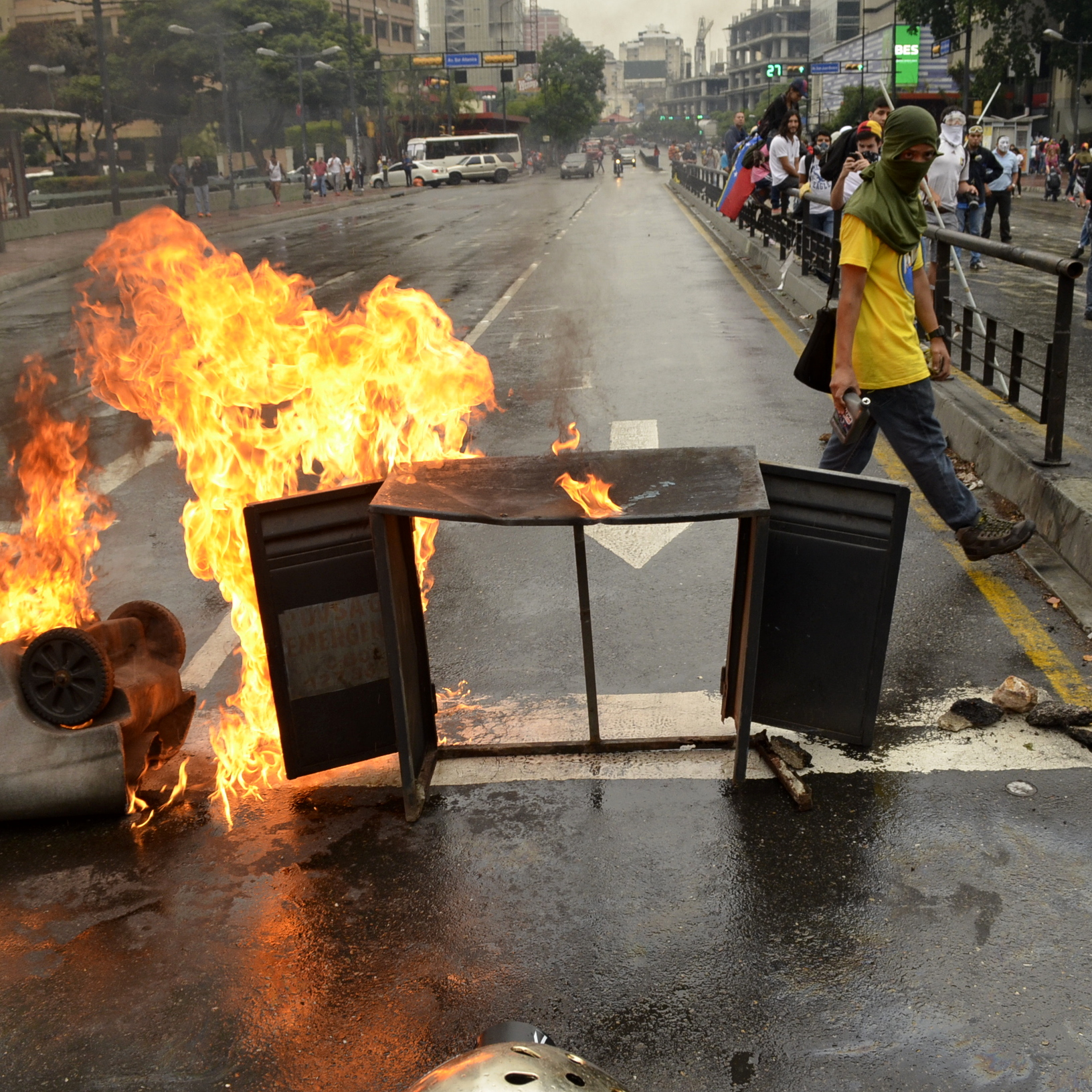
一些抗议活动出现了纵火、破坏、暴力等案件

除了和平示威，烧垃圾、设路障等抗议元素引发反对派和国家机关之间暴力冲突。人权观察组织称，示威者“犯有暴力抗议行为属极少数，一般少则十几二十人，多则几百人。”设路障也是抗议的最常见形式，向政府部门投掷燃烧瓶、石块和弹弓的情况偶有发生。极少数情况下，抗议者使用自制迫击炮，使用燃烧弹造成政府部门或车辆起火被抓。马杜罗总统指出，有些抗议活动“纵火袭击政府大楼、大学和公交车站。”
国民警卫队表示，他们已进入一处场所，防止安第斯大学暴力学生的冲击。阿拉瓜州州长Tarek El Aissami声称六名反对派示威者因持有枪支被逮捕，其中一人因涉嫌枪击一名警察被捕。Aissami表示，“他是个法西斯。我们下令公共事务部和启用整个惩处的司法程序。”宪法第68条还规定，只要是“和平不带武器”，“公民就有正当的证明”。

#### 袭击公共场所
公共场所一直是抗议者施暴的高频目标。通报遭袭的单位有：总检察长路易莎·奥尔特加·迪亚斯报告的检察署总部，科技和创新部长曼努埃尔·费尔南德斯报告的国家电信服务CANTV位于巴基西梅托的总部，市长拉蒙·穆查措报告的委内瑞拉银行和BBVA Provincial。许多政府官员透过社交媒体公布袭击和文件损坏。卡拉沃沃州州长弗朗西斯科·阿梅利亚奇透过Twitter通报委内瑞拉统一社会主义党设在瓦伦西亚的总部遭到“法西斯右翼份子”袭击，同样，何塞·大卫·卡韦略也通报了“反对派武装”对国家关税税收综合服务大楼的袭击。委内瑞拉第一夫人别尔马·卡拉·希门尼斯，在她的Facebook页面上表示Tachirense家庭基金会总部受到“流氓”的袭击，并贴出现场照片。
一些机构在袭击中受到严重破坏。愤怒的玛丽亚·科里纳·马查多被开除后进入国民议会时，被催泪瓦斯伺候，一些袭击者袭击了公共工程和住房部的总部。马杜罗总统表示袭击针对从被“大火吞噬”的建筑中被迫疏散的工人和89名孩子，许多建筑物的设施被毁，窗户被震碎。两周前，塔奇拉州的军事大学国立陆军实验学校校园，发生汽油弹袭击，很大程度上被破坏。院长强烈谴责极右团体损坏大学的图书馆、技术实验室、办公室和公交车。驻扎在大学的国民警卫队官员于数天后的第二次袭击中，在校园里遇害。
包括国家食品分销商PDVAL和Bicentenario在内的许多公司车辆被毁。电力部长杰西·查孔表示，Corpoelec公司22辆车被烧毁，有些公共场所的输电电缆被割断 and Bicentenario.。电力部长杰西·查孔表示，Corpoelec公司有22辆车被烧毁，一些公共场所的输电电缆被割断，他指控其为“法西斯破坏”行为 and Bicentenario.。陆路交通部长海曼·埃尔·特荣迪报告交通系统受到袭击。马杜罗总统展示了“法西斯团体”破坏运输车辆的视频，称50个受到损坏的单位将被更换。隶属于不同组织的陆路运输车辆、BusCaracas、BusGuarenas-Guatire和Metrobus公交线、加拉加斯地铁受到袭击，数条交通要道临时关闭，加拉加斯地铁关闭防止受破坏。

## 事件时间轴
根据委内瑞拉社会冲突观测站（SVCO）的研究，2014年上半年录得6369场抗议，平均每日35场。参与者频率增加至278%，超过2013年上半年。大部分抗议始于2月第一周，在当月中旬达到高峰，数字随后逐步下降。根据SVCO，1月份发生445场抗议，2月份为2248场，3月份为1131场，5月份为633场，6月份为489场。

## 国内反应

### 政府

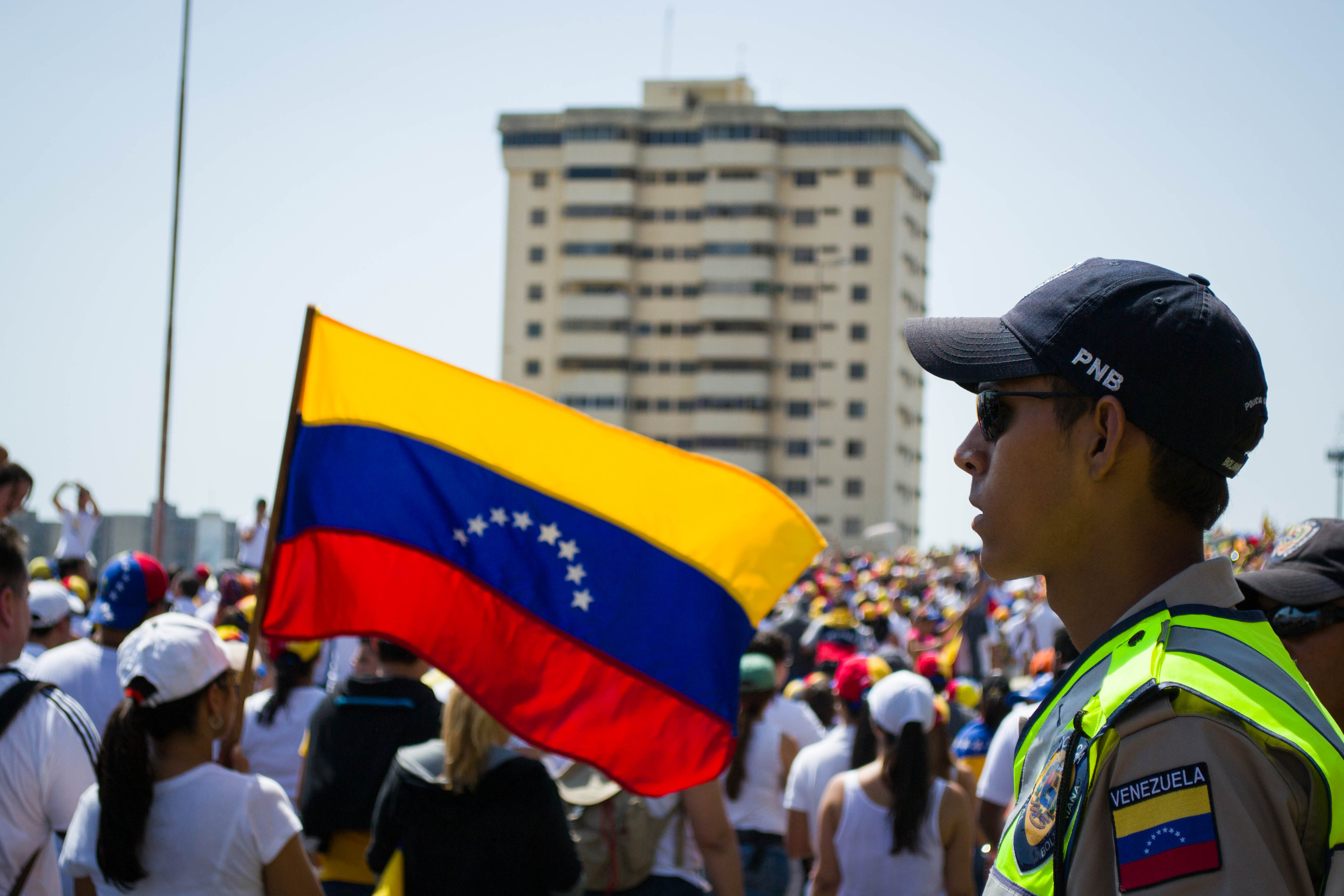
在马拉开波的Policía Nacional Bolivariana抗议者成员。

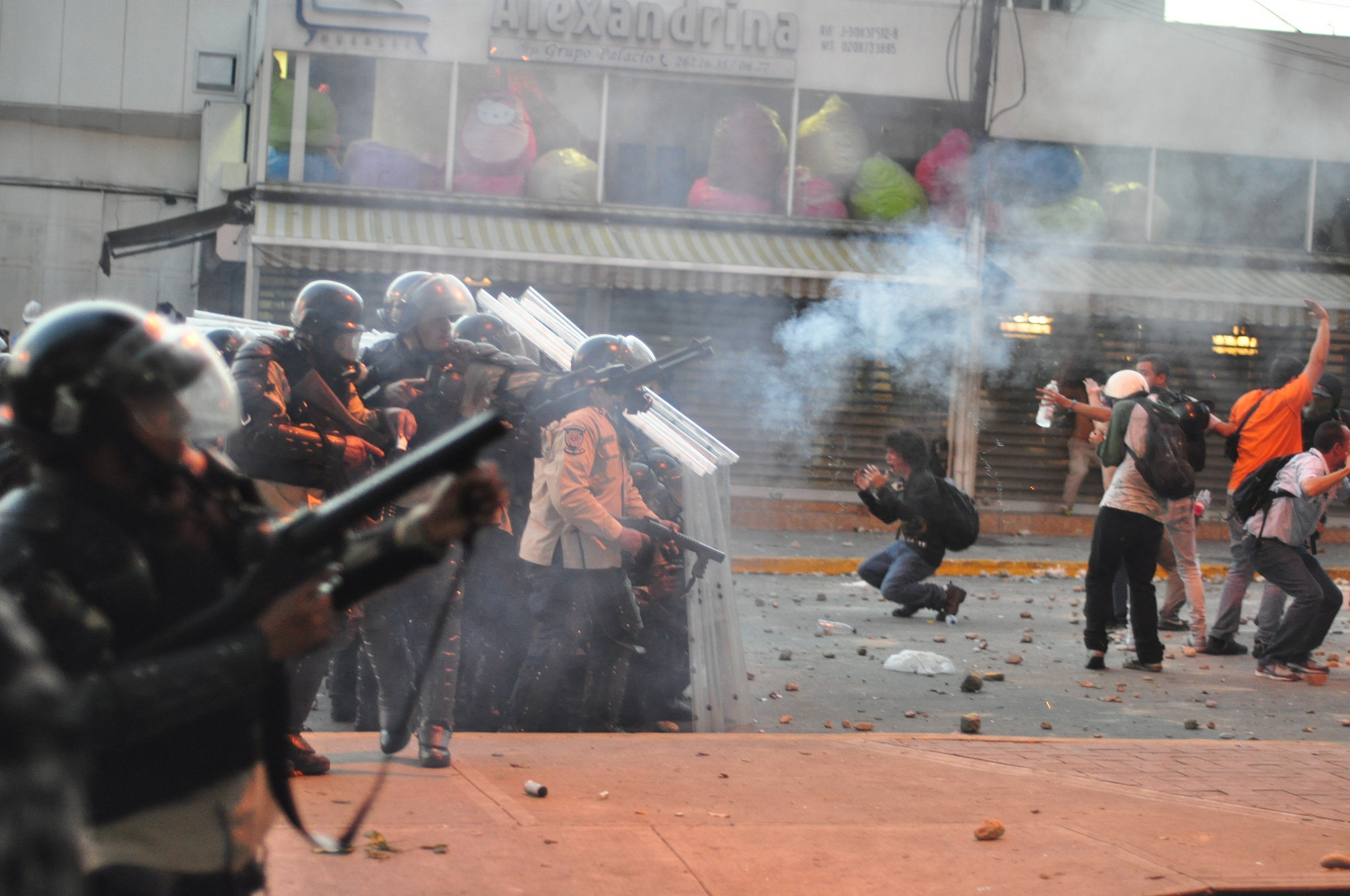
在阿尔塔米拉 (加拉加斯)用催泪弹来对付反对派示威者

委内瑞拉政府认为，抗议者是想要重复2002年委内瑞拉政变企图。委内瑞拉政府称，美国政府正在积极支持反对派，并指控其插手委内瑞拉的事务，并试图通过其“软政变”的战术动摇马杜罗总统政府。尼古拉斯·马杜罗总统曾说过：“从2月12日开始，我们已经进入了一个极右的新的时期，（这时期）无法赢得民主，而是赢得了恐惧、暴力、诡计和操纵媒体。他们因为美国政府的支持而倍具信心，尽管他们的行为愈加暴力。”马杜罗还称，巴拿马政府也在过多干预委内瑞拉政府。美国的行政部门已否认所有参与委内瑞拉政治事务的指控并要求抗议者和委内瑞拉政府官员之间进行和平对话。
安全部队对示威者和记者做出了不少人权侵犯行为。马杜罗总统先是组织亲政府的示威活动，并宣布禁止暴力反政府抗议活动。被称为“colectivos”的武装组织被指控攻击反对派电视台的工作人员，并给记者发送死亡威胁，并在乌戈·查韦斯指责梵蒂冈特使干预政府后向其投掷催泪瓦斯来协助政府。玻利瓦尔民兵组织是查韦斯政府培养，用于强化人民武装，防止反动势力进行武装颠覆的民兵组织，它有时也会“暴力压制异己或不听从于政府的记者”。这一组织被定义为“拿着武器的平民” 或者是 “战斗的身躯”，由来自公共机构，大学和公司的成员们组成。El国民队声称，这些人攻击反对派的目的是杀死他们，因为许多示威者直接被枪杀在不易察觉的地区。
El通埃尔通用声称，SEBIN的梅尔文克雷泽斯、乔纳森罗德里格斯以及内政和司法部部长米格尔·罗德里格斯·托雷斯的保镖，在手无寸铁的情况下被示威者射击并逃走。

### 反对派

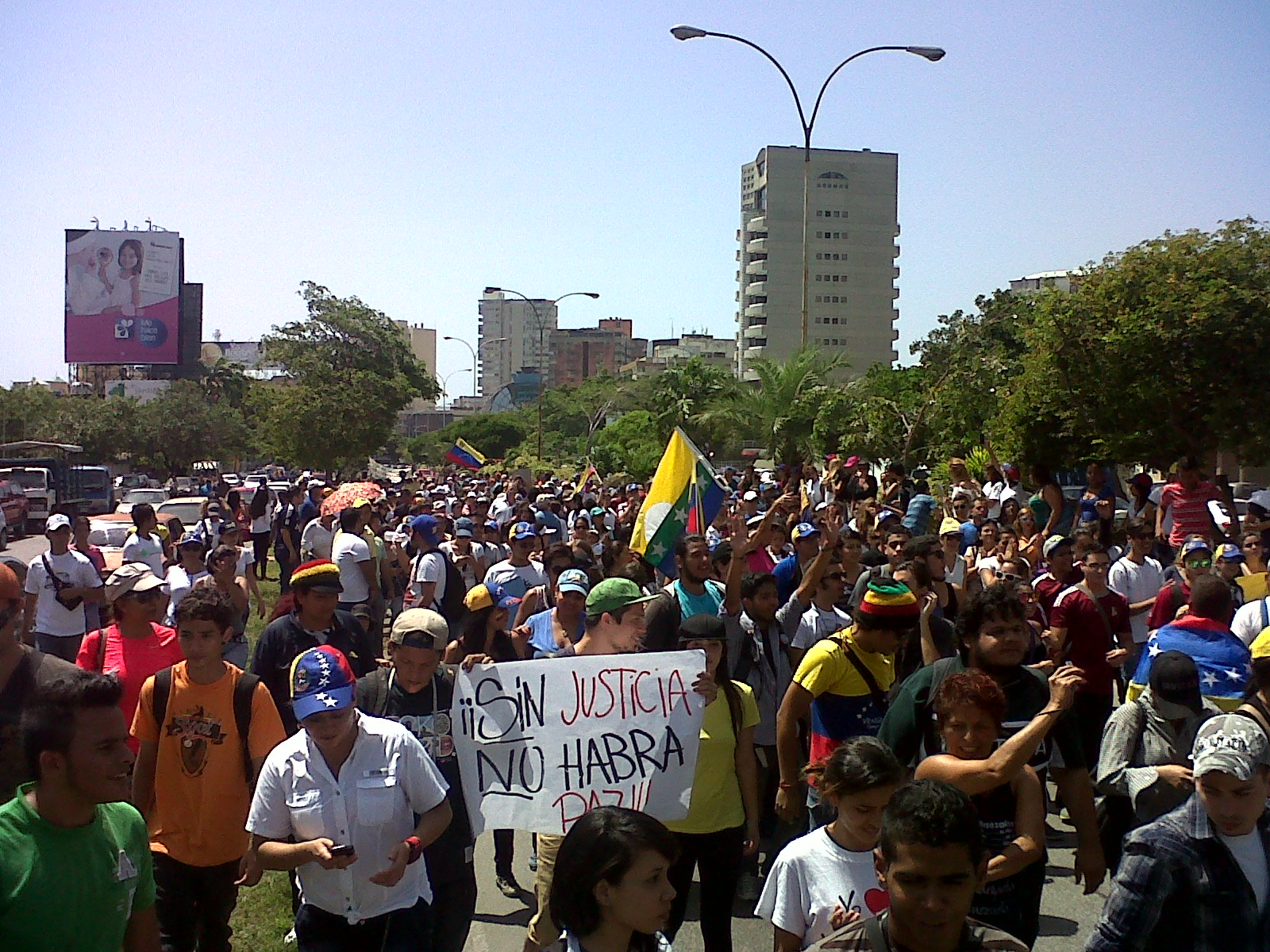
玛格丽塔岛的12F游行

2月15日，莱奥波尔多·洛佩斯的父亲在他家被政府搜查过后说：“他们正在寻找我的儿子，但方式十分文明。”
2月16日莱奥波尔多·洛佩斯在抗议后说：“我没有犯下任何罪行，如果把我合法的关在监狱里，我也会服从这样的迫害决定。”

## 媒体

### 国内媒体

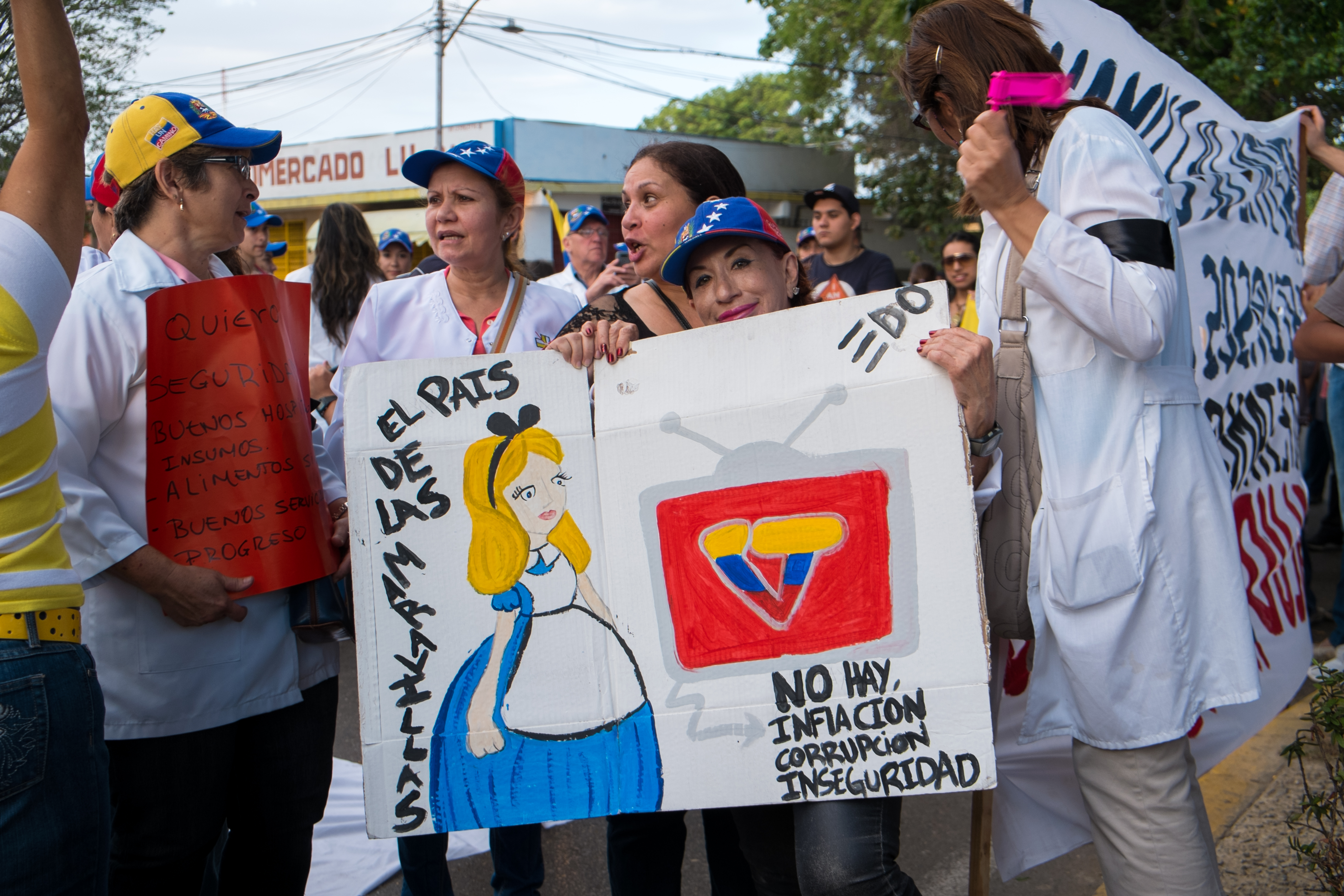
抗议者举牌反对委内瑞拉国营媒体向公众掩盖真相。

泛美新闻协会抗议当局采用阻断互联网、禁止频道、撤销外国媒体凭证、骚扰记者和限制印刷报纸资源等手段，“官方审查”媒体。委内瑞拉外国新闻记者协会同时谴责政府对记者实施殴打、虐待、骚乱、威胁和抢劫。委内瑞拉全国记者联盟曾表示，目前已有至少181名记者受到攻击，有82例骚乱、40例肢体侵犯、35例抢劫或销毁工作材料、23例逮捕和枪伤，“集体党”至少策划20起袭击。为回应报纸短缺和13家委内瑞拉报社的关闭，哥伦比亚报纸组织Andiarios发起“我们都是委内瑞拉人，无新闻自由，无民主”运动，用大篷车将52吨资源运往向《国民报》、《搏动报》和《努埃沃国家报》，以协助保卫“新闻自由和知情权”。波多黎各、巴拿马、特立尼达和多巴哥的报社，也将报纸运往委内瑞拉，协助缓解当局价格限制造成的报纸短缺。
当局限制媒体报道，RCTV和Globovision等反政府电视台分别被吊销执照，被迫变动股权。反对派表示，政府持有“电台、电视台和报纸的庞大结构，依靠公共资金建立通讯霸权，无需央行提供经济或是记者犯罪统计数据等可靠信息。
一群委内瑞拉艺术家渐入了名为“Eco”的组织，共同反对委内瑞拉抗议期间违法犯罪行为。该组织制作了讽刺模仿委内瑞拉电视台的影片。
3月15日，国民议会主席迪奥斯达多·卡韦略宣布成立“真相委员会”，专门公布“法西斯主义”的视频和图像。

#### 辞职
抗议期间分别有17名和34名记者被解雇和辞职。《最后消息报》带头调查的记者被告知不要报道改革，但她的经理强迫她说出资助的消息，称他们并非抗议者，作总结来谴责他们。在电视台，Globovision的主播Reimy Chavez被勒令辞职后，由保安送出办公室。Globovision一摄影师因传播新闻机构封锁的一幅照片而被辞职，照片展现抗议期间国民警卫队和团结党串谋。Globovision记者卡洛斯·阿图罗·阿尔比诺因“不想串通好保持沉默，没有受过保持沉默的训练”也辞职。

### 境外媒体
罗伯特·F·肯尼迪司法和人权中心表示，“政府扼杀信息流通，给媒体和非政府组织成员记录抗议活动带来挑战”，“记者受到威胁和被捕，他们的设备被没收，素材从设备中被删除。”CNN的设备“在枪口下被盗”，可能被政府军摧毁。马杜罗总统对抗议活动的报道感到威胁，给记者们“制造了越来越让人感到窒息的气氛”。委内瑞拉的电视台几乎没有现场直播抗议活动，导致许多反对派观众转台到CNN。
马杜罗总统扬言让CNN离开委内瑞拉，“我让（信息）部长告诉CNN已经启动行政程序，如果他们不纠正（他们的行为），就把他们赶出委内瑞拉。够了！我不能再接受反对委内瑞拉的宣传战。”2月21日，政府撤销7名CNN记者的记者证，称“CNN报道了委内瑞拉双方的紧张局面，甚至是非常难得地访问到政府官员......我们希望政府重新考虑其决定。同时，我们将继续以公正、准确、均衡的方式报道委内瑞拉局势。”
根据产经新闻的报道，2017年4月有一女子在委内瑞拉国民警备队的VN-4装甲车前挡住其去路以示抗议，产经新闻因而将示威称为“委内瑞拉版的六四事件”。

### 审查
无国界记者致信马杜罗总统，谴责委内瑞拉政府的审查，回应否认袭击记者黛西·罗德里格斯。他表示：“我可以向你保证，无国界记者和Espacio Público、IPYS、人权观察组织等其他非政府组织记录的案例超乎所想。”据西班牙《国家报》的报道，委内瑞拉国家电信委员会警告委内瑞拉的互联网服务供应商“必须立即遵从封锁内容违背政府利益的网站的命令，防止动荡和骚乱。”另据该报的报道，DirecTV、CANTV、Movistar可能自动过滤内容，监管Youtube和Twitter。

#### 互联网审查
据报道，委内瑞拉一些用户至少有3天（12-15日）看不到Twitter的图片，据称被政府封锁。Twitter发言人努·韦克斯勒表示，“我可以证实，Twitter的图片在委内瑞拉遭到封锁，”他补充道，“（我们）相信是政府封锁”。但委内瑞拉政府发表声明表示并未封锁Twitter及其图像，认为是技术问题所致。
塔奇拉州圣克里斯托瓦尔约50万居民无法上网，他们指控政府封锁服务。事件发生后，马杜罗总统要求塔奇拉“全力修复”，居民们“会感到惊讶”。网络访问在一天半之后恢复。

## 国际反应

### 超国家机构
- 美洲玻利瓦爾同盟 – 拒绝暴力和支持马杜罗政府。[188]

- 加勒比共同體 – 抗议并谴责暴力，呼吁尊重民选政府和马杜罗总统。加共体说，每个公民都有在宪法框架内以和平方式表达自己意见的权利。声明还呼吁有关各方展开对话。[189]

- 欧洲联盟 – 深切关注2月12日发生在加拉加斯的事件，包括有至少三个人在示威期间死亡，并呼吁各方进行对话，以和平方式解决危机。[190]2月27日，欧洲议会声明“只有尊重基本权利、建设性和相互尊重的对话和宽容才可以帮助委内瑞拉想办法摆脱目前的暴力危机。”[191]

- 南方共同市场 – 拒绝“在委内瑞拉作为政治工具传播不容忍行为和仇恨暴力的团伙的犯罪行为”。呼吁委内瑞拉对国家问题进一步对话的声明，并对遇难者家属表示慰问。[192]

- 美洲国家组织 – 拒绝暴力，呼吁避免对抗，呼吁尊重法律的广泛对话，并要求调查死亡原因。[193]

- 南美洲国家联盟 – 表示声援委内瑞拉政府和受害者家属，拒绝“企图颠覆合法组成的民主政府”，他们还呼吁双方和平。[194]然而在2014年2月17日，南美洲国家联盟说：“我们敦促委内瑞拉尊重其在区域一体化进程中的民主原则。”[195]

- 联合国 – 深切关注委内瑞拉的暴力升级，包括至少三个人在示威期间死亡，并呼吁所有各方进行对话，以和平方式解决危机。联合国人权事务高级专员办事处发言人鲁珀特·科尔维尔在日内瓦告诉记者说：“我们也接到些令人担忧的报告，抗议一些地方和国际记者被攻击。此外，一些示威者据说被拘留和可能会被指控恐怖主义。另据报道，一些包括未成年人在内的示威者被剥夺了与家人或律师接触的机会。”[196]

### 各国政府
- 阿根廷 – 外交部（英语：Ministry of Foreign Affairs and Worship）表示：“在委内瑞拉玻利瓦尔共和国最近发生的事件后，阿根廷政府重申其对该国民选宪政政府的大力支持，并注意到我们兄弟国家面对制度秩序不稳时所作的明确努力。”并表明本地区国家应积极地团结起来，将“协防独裁主义团体活动与金融和产品投机”作为“优先考虑的事”。[197]

- 玻利维亚 – 斥责反对派发起“政变”。[198]

- 巴西 –

- 加拿大 –

- 智利 –

- 中國 – 中国外交部发言人华春莹表示：“中方相信委内瑞拉政府和人民有能力处理好本国内部事务，维护国家稳定和经济社会发展。”并敦促美国和委内瑞拉改善关系，“中方愿继续本着互利共赢的原则与委方开展各领域务实合作。同时表示，中方希望委美双方在平等和相互尊重的基础上发展关系，相信这符合两国和两国人民的共同利益，也有利于维护拉美地区的和平与稳定。”[199]

- 哥伦比亚 –

- 古巴 – 古巴外交部（英语：Ministry of Foreign Affairs (Cuba)）谴责委内瑞拉反对派的“政变企图”，表示同马杜罗政府团结一致。[200]

- 伊朗 –

- 墨西哥 –

- 尼加拉瓜 – 支持馬杜羅政府，指責「法西斯右翼」的暴力。[198]

- 巴拿马 –

- 秘魯 –

- 俄羅斯 – 表达对委内瑞拉动荡的关切，相信马杜罗政府会维护宪法秩序。俄罗斯同时表明其“对委政府与人民的声援，以及对旨在防止国家失稳的政策的大力支持”。[201]

- 苏里南 –

- 叙利亚 – 總統巴沙爾致函馬杜羅表示支持。[202][203]

- 英国 – 外交大臣威廉·黑格表示英國政府非常關注抗議活動中發生的暴力事件及反對派人士被捕的報道，認為委內瑞拉政府應該堅持新聞自由和表達意見的自由。[204]

- 美国 –

- 乌拉圭 –

- 梵蒂冈 –

### 制裁措施
- 欧洲联盟：2017年11月13日，欧盟宣布对委内瑞拉马杜罗政府实施经济制裁和武器禁运，加入欧盟禁止包括朝鲜和叙利亚在内的禁运名单。欧盟28位部长在一份联合声明中表示，禁止委内瑞拉马杜罗政府官员前往欧盟的旅行签证以及逐步冻结委内瑞拉在欧洲的所有资产，但沒有透露任何可能受到此类制裁的官员的名字。欧盟呼吁委内瑞拉紧急恢复民主合法性，包括通过自由和公正的选举，并呼吁反对派继续团结一致，以谈判的方式解决当前紧张局势，符合国家的利益。